# Marjorie Wallace
Marjorie Wallace (Indianapolis, 23 gennaio 1954) è una modella, attrice e conduttrice televisiva statunitense, vincitrice del concorso di bellezza Miss Mondo 1973.

## Biografia
Marjorie Wallace venne incoronata ventitreesima Miss Mondo il 23 novembre 1973 presso il Royal Albert Hall di Londra all'età di diciannove anni, ricevendo la corona dalla Miss Mondo uscente, l'australiana Belinda Green, e diventando la prima Miss Mondo statunitense.
Dopo l'anno di regno, Marjorie Wallace intraprese la carriera di conduttrice televisiva ed attrice, conducendo tra l'altro per un periodo l'Entertainment Tonight. Comparì negli anni settanta in alcuni spettacoli televisivi e telefilm, tra cui Baretta con Robert Blake e Match Game 73. Comparì inoltre in pubblicità i prodotti della Wella e dell'American Express.. Sposò il produttore Michael Klein, figlio di Eugene V. Klein, all'epoca proprietario dei San Diego Chargers.

## Filmografia
- Switch – serie TV, episodio 1x00 (1975)
- Baretta – serie TV, episodio 1x04 (1975)